# Vier van Breda
De Vier van Breda (later de Drie en nog later de Twee van Breda) waren Duitse oorlogsmisdadigers die een levenslange gevangenisstraf uitzaten. Ze zaten gedetineerd in de koepelgevangenis van de Nederlandse stad Breda en waren de laatste Duitse oorlogsmisdadigers uit de Tweede Wereldoorlog die in Nederland vastzaten. Het waren Willy Lages (vrijgelaten door middel van strafonderbreking op humanitaire gronden in 1966, overleden in 1971), Joseph Kotalla (in gevangenschap overleden in 1979), Ferdinand aus der Fünten en Franz Fischer (beiden kort na de vrijlating overleden in 1989).

## Levenslang
Na afloop van de Duitse bezetting van Nederland werden zij aanvankelijk ter dood veroordeeld, maar hun vonnis werd door gratie omgezet in levenslange gevangenisstraf. Opeenvolgende kabinetten waren tegen het omzetten van de doodstraf, maar mede omdat koningin Juliana ernstige gewetensbezwaren tegen het ten uitvoer brengen van de doodstraf had, werd alsnog gratie verleend. Minister van Justitie Teun Struycken, verantwoordelijk voor de gratie van Fischer en Aus der Fünten, ging er daarbij vanuit dat dit tot vrijlating na twintig jaar zou leiden.

## Strafonderbreking voor Lages
Onder verantwoordelijkheid van minister van Justitie Ivo Samkalden kreeg Lages in 1966 strafonderbreking, omdat Nederlandse artsen meenden dat hij terminaal ziek was, hetgeen achteraf niet waar bleek te zijn. Hij kwam niet meer terug naar Nederland. Na een darmoperatie in West-Duitsland leefde hij nog bijna vijf jaar in vrijheid.

## Gratieverzoeken

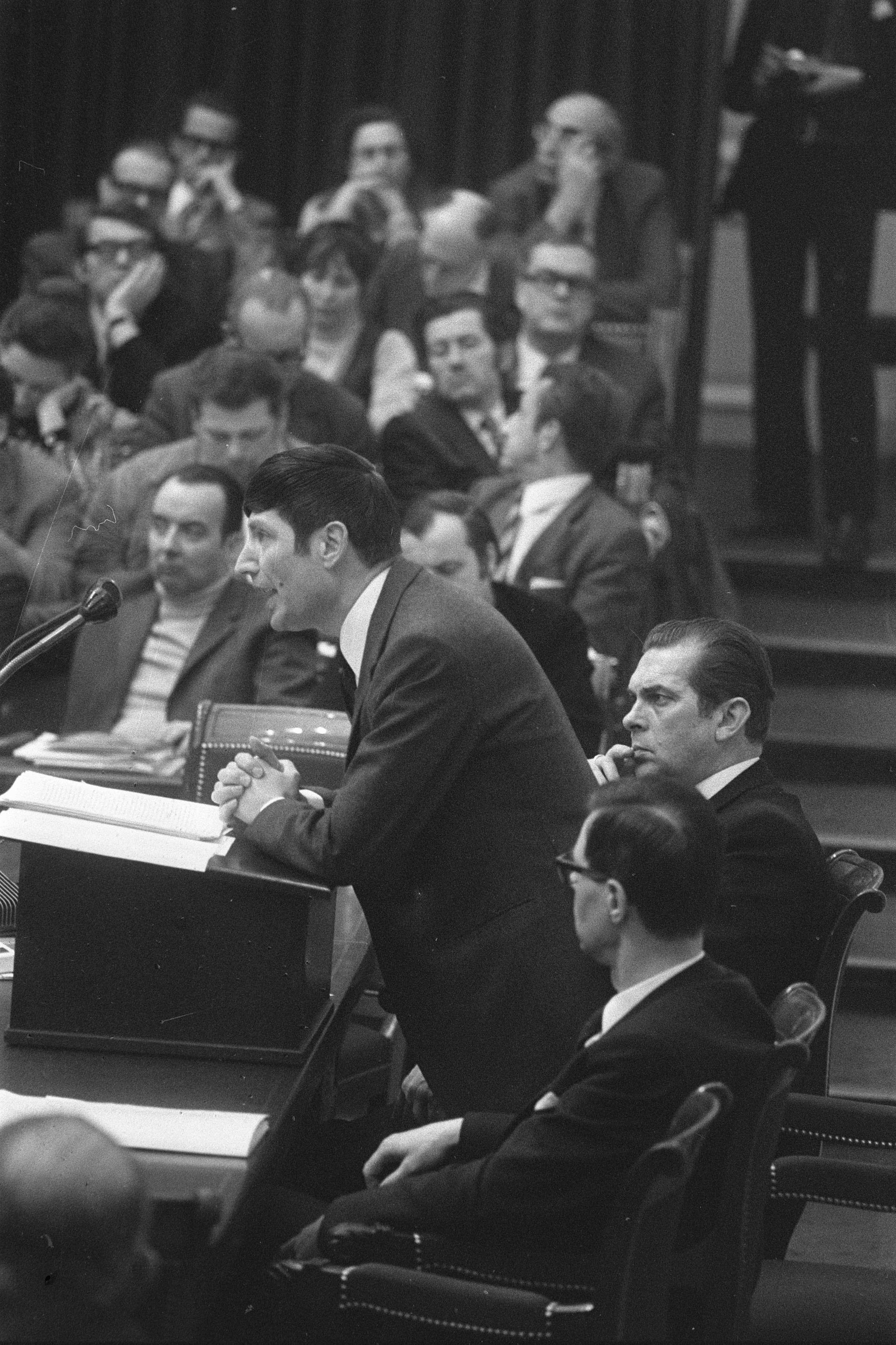
Minister Dries van Agt tijdens het debat over de Drie van Breda (1972)

Eind jaren zestig wilde de toenmalige VVD-minister van Justitie Carel Polak de drie overgebleven gevangenen vrijlaten, maar na advies van de Hoge Raad zag hij hiervan af. 
In 1972 ontstonden er opnieuw emotionele debatten. Minister van Justitie Dries van Agt (KVP) had gezegd dat hij positief wilde reageren op een gratieverzoek van de Drie van Breda, mede omdat de Hoge Raad en de bijzondere strafkamer van de toenmalige Arrondissementsrechtbank Amsterdam nu eenstemmig hadden geadviseerd gratie te verlenen. Een door Anneke Goudsmit (D'66) bepleite hoorzitting en een heftig Kamerdebat op 29 februari 1972 volgde. Er was sterk en emotioneel verzet vanuit de samenleving, met name van verenigingen van oorlogsslachtoffers. Uiteindelijk werd afgezien van vrijlating, na aanneming van de motie-Voogd in de Tweede Kamer.

## West-Duitse inbreng

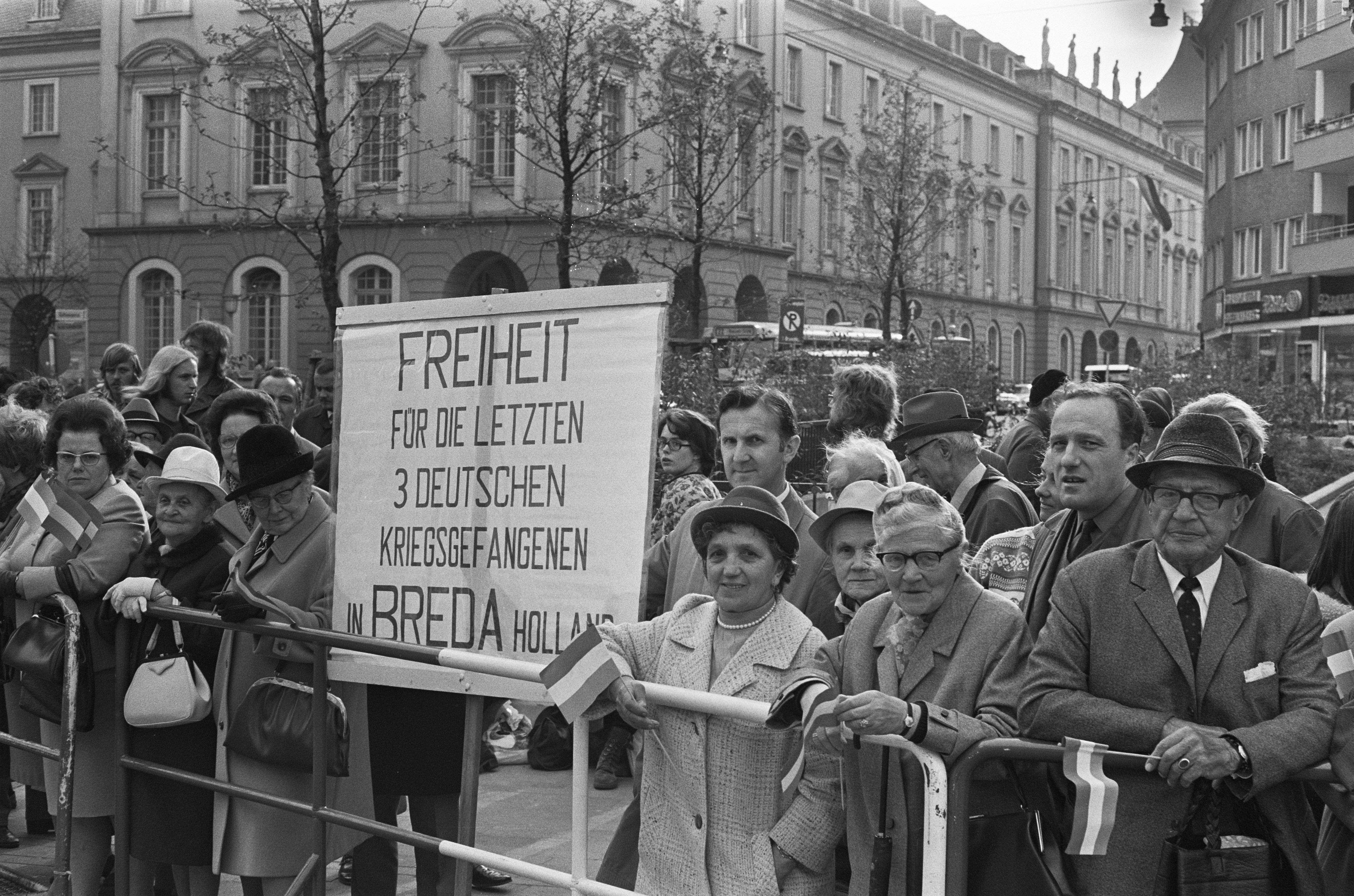
Oproep tot vrijlating van de drie tijdens het staatsbezoek van koningin Juliana aan West-Duitsland (1971).

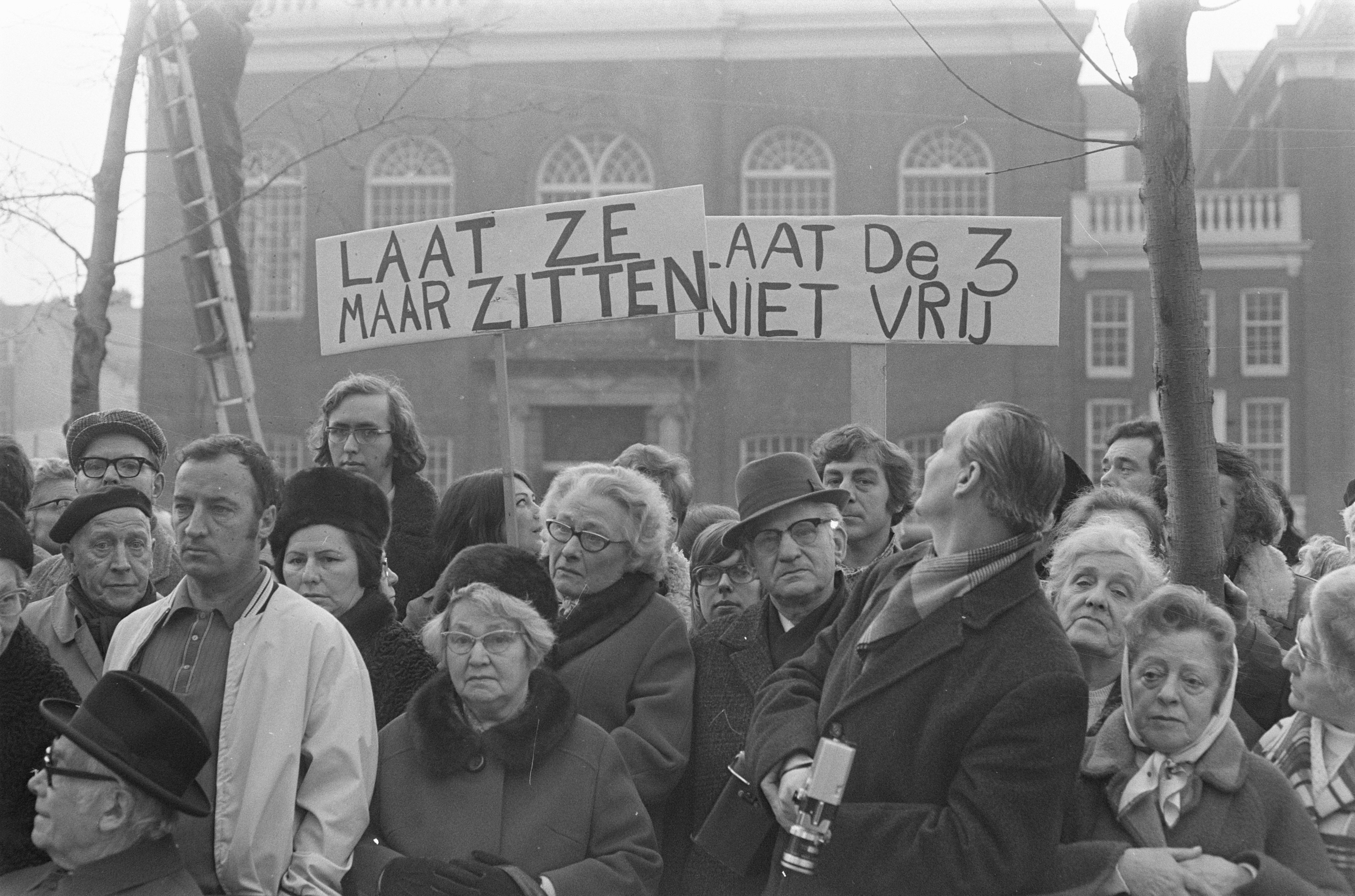
Protest tegen vrijlating tijdens de herdenking van de Februaristaking (1972)

De West-Duitse regering spande zich vanaf de jaren zestig in voor hun vrijlating. Bij elk bilateraal contact tussen Nederland en de Bondsrepubliek Duitsland was de gevangenschap van de overgebleven oorlogsmisdadigers in Breda onderwerp van gesprek. De West-Duitse regering ondersteunde hen juridisch en financieel. Eind jaren zeventig bracht de West-Duitse ambassadeur een televisie en videorecorder voor in hun cellen. Voor alle andere gevangenen in 'De Koepel' bleef dit verboden.

## Vrijlating
Op 31 juli 1979 overleed Kotalla in de Bredase gevangenis. 
Op 5 juli 1988 pleitten op initiatief van bankier en oud-verzetsman Bib van Lanschot negentien prominente Nederlanders in een schrijven aan premier Ruud Lubbers en minister van Justitie Frits Korthals Altes voor onmiddellijke vrijlating van de resterende twee. Ze waren oud en hadden niet lang meer te leven. De brief werd zonder daar ruchtbaarheid aan te geven persoonlijk overhandigd. Tot de ondertekenaars behoorden naast Van Lanschot onder meer oud-verzetsman Hans Teengs Gerritsen, oud-premier Piet de Jong, voormalig minister van Justitie Samkalden (inmiddels minister van staat) en andere eerdere tegenstanders van vervroegde vrijlating. 
Op 27 januari 1989 werden de overgebleven twee vrijgelaten op instigatie van Korthals Altes. Hij kreeg hiervoor van de Tweede Kamer toestemming door een met 88 tegen 55 stemmen afgewezen PvdA-motie waarin werd gepleit om daarvan af te zien. Aan het begin van de Tweede Kamerdebatten over de voorgenomen vrijlating memoreerde Korthals Altes aan de brief van de 'groep van negentien'. Nog dezelfde dag dat de motie werd afgewezen, werden de twee oorlogsmisdadigers als ongewenste vreemdelingen in de buurt van Venlo over de grens gezet. Teengs Gerritsen zou vlak na de vrijlating spijt betuigen over het medeondertekenen van de brief. 
Ook de schrijver en overlevende van het krijgsgevangenen- en concentratiekamp Bergen-Belsen Abel Herzberg pleitte publiekelijk voor de vrijlating. Herzberg was strafrechtdeskundige en nam een standpunt in dat geheel tegenovergesteld was aan dat van veel Nederlandse Joden in die tijd. De opstelling van Joodse tegenstanders van de vrijlating noemde hij vol van 'haat en vergelding' en hij benadrukte dat wraak op een dergelijke manier geen zin had. Overigens zou Herzberg later aangeven dat hij, nadat de laatste twee van Breda waren vrijgelaten, zelf ook twijfelde aan zijn eigen opstelling.
Aus der Fünten en Fischer overleden beiden kort na hun vrijlating.

## Publicaties
- Bohr, Felix (2018)  Die Kriegsverbrecherlobby. Bundesdeutsche Hilfe für im Ausland inhaftierte NS-Täter, Suhrkamp, handelseditie dissertatie
- Hinke Piersma: De drie van Breda. Duitse oorlogsmisdadigers in Nederlandse gevangenschap, 1945-1989. Amsterdam, Uitgeverij Balans, 2005. ISBN 9050186610
- Harald Fühner: Nachspiel. Die niederländische Politik und die Verfolgung von Kollaborateuren und NS-Verbrechern, 1945-1989. Münster/New York, Waxmann, 2005. ISBN 3830914644